# روبير لابين
روبير لابين هو سياسي كندي، ولد في 23 ديسمبر 1940 في غاتينو في كندا. انتخب عمدة.